# Sai van Wermeskerken
Sai van Wermeskerken (em japonês: ファン ウェルメスケルケン 際, Fan Werumesukeruken Sai — Maastricht, 28 de junho de 1984) é um futebolista neerlando-japonês que atua como lateral-direito. Atualmente defende o Kawasaki Frontale.

## Carreira
Tendo jogado por Yatsugatake Hokuto e Ventforet Kofu ainda na base, Van Wermeskerken se mudou para os Países Baixos em 2013 para jogar no Dordrecht, também pelos juniores. A estreia pela equipe principal dos Schapenkoppen em maio de 2015, contra o Twente, e marcou seu primeiro gol como profissional na vitória por 4 a 1 sobre o Jong PSV, em novembro do mesmo ano, e também foi o único do lateral em 67 jogos oficiais.
Defendeu também Cambuur (onde atuou entre 2017 e 2019 e entre 2022 e 2023), PEC Zwolle e NEC Nijmegen
Em janeiro de 2024, voltou ao Japão para atuar pela primeira vez como profissional, tendo sido contratado pelo Kawasaki Frontale. Sua estreia pelos Golfinhos foi na Supercopa do Japão, onde o Frontale utilizou uma equipe reserva (jogou 3 dias antes pela Liga dos Campeões da AFC) e não era considerado favorito em relação ao Vissel Kobe (campeão da J-League de 2023), mas abriu o placar aos 3 minutos do segundo tempo após Hotaru Yamaguchi tentar afastar uma bola da área do Kobe, mas ela acertou Van Wermeskerken e ainda desviou no zagueiro Matheus Thuler antes de encobrir Daiya Maekawa.

## Carreira internacional
Filho de um neerlandês e de uma japonesa, o lateral-direito representou a seleção Sub-23 do Japão em 2016, atuando em 5 partidas.

## Títulos
Kawasaki Frontale
- .Supercopa do Japão: 2024[8][9]